# Толмачёвское городское поселение
Толмачёвское городское поселение — муниципальное образование в Лужском районе Ленинградской области.
Административный центр — посёлок городского типа Толмачёво.

## География
Поселение расположено в северной части района.
По территории поселения проходят автодороги:
- Р23 «Псков» (E 95, Санкт-Петербург — граница с Белоруссией)
- 41А-186 (Толмачёво — автодорога Нарва)
- 41К-249 (Жельцы — Торковичи)
- 41К-697 (Долговка — Пёлково)
- 41К-698 (Высокая Грива — Именицы)
- 41К-699 (Красные Горы — Заозерье)
- 41К-710 (Киевское шоссе — Болото)

Расстояние от административного центра поселения до районного центра — 16 км.

## История
В 1922 году в составе Перечицкой волости Лужского уезда был образован Толмачевский сельсовет с центром в посёлке Толмачёво.
4 февраля 1923 года Перечицкая волость со всеми сельсоветами была переименована в Толмачевскую волость с центром в посёлке Толмачёво.
1 августа 1927 года после ликвидации губерний, уездов и волостей большинство сельсоветов Толмачевской волости, в том числе и Толмачевский сельсовет, вошли в состав вновь образованного Лужского района Лужского округа Ленинградской области.
9 ноября 1938 года дачный посёлок Толмачёво был преобразован в рабочий посёлок.
22 февраля 1939 года к Толмачевскому сельсовету был присоединен упразднённый Дарьинский сельсовет, 16 июня 1954 — Долговский сельсовет.
В период с 1966 по 1990 год в состав Толмачёвского сельсовета вошли также упразднённые Перечицкий и Красногорский сельсоветы.
18 января 1994 года постановлением главы администрации Ленинградской области № 10 «Об изменениях административно-территориального устройства районов Ленинградской области» Толмачевский сельсовет, также как и все другие сельсоветы области, преобразован в Толмачёвскую волость.
С 1 января 2006 года в соответствии с областным законом № 65-оз от 28 сентября 2004 года «Об установлении границ и наделении соответствующим статусом муниципального образования Лужский муниципальный район и муниципальных образований в его составе» образовано Толмачёвское городское поселение, в состав которого вошёл городской посёлок Толмачёво и территория бывшей Толмачёвской волости.

## Население
| 2006  | 2010  | 2011  | 2012  | 2013  | 2014  | 2015  |
| ----- | ----- | ----- | ----- | ----- | ----- | ----- |
| 5200  | ↘4976 | ↘4944 | ↘4846 | ↘4599 | ↘4427 | ↘4385 |
| 2016  | 2017  | 2018  | 2019  | 2020  | 2021  | 2023  |
| ↘4304 | ↘4223 | ↘4115 | ↘3995 | ↘3879 | ↗5511 | ↘5406 |
| 2024  | 2025  |       |       |       |       |       |
| ↘5337 | ↘5256 |       |       |       |       |       |

## Состав городского поселения
| №  | Населённый пункт         | Тип населённого пункта                    | Население    |
| -- | ------------------------ | ----------------------------------------- | ------------ |
| 1  | Балтиец                  | посёлок                                   | ↗3 (2017)    |
| 2  | Баньково                 | деревня                                   | ↗20 (2017)   |
| 3  | Бежаны                   | деревня                                   | ↗4 (2017)    |
| 4  | Болото                   | деревня                                   | ↗38 (2017)   |
| 5  | Большие Крупели          | деревня                                   | ↗26 (2017)   |
| 6  | Большое Замошье          | деревня                                   | ↘5 (2017)    |
| 7  | Ветчины                  | деревня                                   | ↗20 (2017)   |
| 8  | Высокая Грива            | деревня                                   | ↗8 (2017)    |
| 9  | Вяз                      | деревня                                   | →0 (2010)    |
| 10 | Гобжицы                  | деревня                                   | ↗5 (2017)    |
| 11 | Долговка                 | деревня                                   | ↗60 (2017)   |
| 12 | Дом отдыха «Живой Ручей» | посёлок                                   | ↗231 (2017)  |
| 13 | Железо                   | местечко                                  | ↘0 (2017)    |
| 14 | Жельцы                   | деревня                                   | ↗869 (2017)  |
| 15 | Замостье                 | деревня                                   | ↗5 (2017)    |
| 16 | Заозерье                 | деревня                                   | ↗15 (2017)   |
| 17 | Заполье                  | деревня                                   | →0 (2017)    |
| 18 | Золотая Горка            | деревня                                   | ↗6 (2017)    |
| 19 | Караулка                 | деревня                                   | ↗6 (2017)    |
| 20 | Кемка                    | деревня                                   | →0 (2017)    |
| 21 | Красные Горы             | деревня                                   | ↗100 (2017)  |
| 22 | Муравейно                | деревня                                   | →8 (2017)    |
| 23 | Натальино                | деревня                                   | ↗5 (2017)    |
| 24 | Новые Крупели            | деревня                                   | ↗20 (2017)   |
| 25 | Островёнка               | деревня                                   | ↗29 (2017)   |
| 26 | Пёлково                  | деревня                                   | ↘0 (2017)    |
| 27 | Перечицы                 | деревня                                   | ↗74 (2017)   |
| 28 | Плоское                  | посёлок                                   | ↗337 (2017)  |
| 29 | Поля                     | деревня                                   | ↗8 (2017)    |
| 30 | Пустынь                  | деревня                                   | →0 (2017)    |
| 31 | Разлив                   | деревня                                   | ↗3 (2017)    |
| 32 | Сабо                     | деревня                                   | →0 (2017)    |
| 33 | Ситенка                  | деревня                                   | ↗163 (2017)  |
| 34 | Средние Крупели          | деревня                                   | ↗10 (2017)   |
| 35 | Табор                    | деревня                                   | →10 (2017)   |
| 36 | Толмачёво                | городской посёлок, административный центр | ↘2762 (2025) |
| 37 | Турбаза                  | местечко                                  | ↘0 (2017)    |
| 38 | Туровка                  | деревня                                   | ↘7 (2017)    |
| 39 | Ящера                    | деревня                                   | ↘2 (2017)    |

28 декабря 2004 года в связи с отсутствием жителей областным законом № 120-оз была упразднена деревня Именицы.